# Poppaea Sabina
Poppaea Sabina (kolem 30/32 n. l. Pompeje – léto 65 Řím) byla druhá manželka římského císaře Nerona.

## Život
Poppaea Sabina, narozená v Pompejích, byla dcerou Tita Ollia z Picena a Poppaey Sabiny starší. Její otec byl přítelem prétoriánského prefekta Seiana, který byl za císaře Tiberia po celá léta klíčovým mužem říše. Pád Seiana v roce 31 znamenal pád i pro Tita, který se nikdy nedostal výš než na úřad quaestora.
Jeho dcera, která se do té doby jmenovala Ollia, později přijala jméno svého dědečka z matčiny strany, jímž byl Gaius Poppaeus Sabinus, konzul v letech 9 a 26, oceněný triumfem za vítězství nad Thráky.
V Pompejích rodině nejspíš patřila takzvaná Casa del Menandro, kde byla kolem roku 1930 nalezena stříbrná příborová souprava o 115 kusech, která je nyní v muzeu v Neapoli. Spojení s Poppaeou má také Villa v Oplontu, u moře asi 3 km od Pompejí. Později Pappaea podporovala své rodiště v jeho snaze být uznáno jako římská kolonie.

### První manželství: Rufrius Crispinus
Poppaea se poprvé vdala ze praetoriánského prefekta Rufria Crispina z jezdeckého stavu. V roce 47 byl dvojnásobný konzul Valerius Asiaticus obviněn obávaným Suilliem Rufem na základě obvinění císařovny Messaliny z toho, že kdysi spáchal cizoložství s Poppaeinou matkou. Claudius poslal svého pretoriánského prefekta Rufria, zetě obviněného, do Baiaí, aby obviněného zatkl a přivedl do Říma. Asiaticus byl donucen spáchat sebevraždu. Poppaeaině matce Messalina rovněž vyhrožovala, a tím ji dohnala k sebevraždě, to vše podle Tacita bez vědomí císaře. Rufrius Crispinus byl o čtyři roky později odstraněn z postu praetoriánského prefekta Neronovou matkou Agrippinou a byl nahrazen Sextem Afraniem Burrem, protože Agrippina věřila, že prefekt „je oddaný vzpomínce na Messalinu a její děti“.
V roce 58 se Poppaea s Rufriem Crispinem rozvedla. Rufrius Crispinus byl později zajat v roce 65 během Pisonova spiknutí a poslán do exilu. Podle Tacita Nero mohl mít pro toto vyhoštění osobní motiv. Syna z Poppaeina prvního manželství, který se pravděpodobně narodil kolem roku 51 (nebo o něco později) a jmenoval se Rufrius Crispinus, nechal Nero utopit ještě jako chlapce.

### Druhé manželství: Otho
Podle Tacita zahájila Poppaea vztah s Othem, Neronovým přítelem a pozdějším císařem, už během manželství s Crispem, a po rozvodu se za něj provdala.
Pozdější císař Otho prý byl tak naivní, že chválil ctnosti své manželky před Neronem. I Poppaea úspěšně podněcovala vládcovy tužby dovedným sváděním a odmítáním. Nakonec Otho ztratil Neronovo důvěrné přátelství a byl jím poslán do Lusitánie (Portugalska) daleko od Říma jako guvernér.
Poněkud odlišně tento příběh vypráví Plútarchos. U něho je Otho původně jen zástěrkou pro Nerona, který se zamiloval do Poppaey. Ale protože byl stále ženatý s Octavií a také se bál své matky, poslal Othona místo sebe. Ale Otho po svatbě nechtěl sdílet Poppaeu s Neronem. Sama Poppaea prý také hrála svou vlastní hru, nebyla proti tomu mít Nerona jako milence, ale nechtěla si ho vzít. Navzdory všem očekáváním však Otho v této síti vztahů nepřišel o život, ale byl na Senecovu radu odeslán do Lusitanie.

### Třetí manželství: Nero
V roce 59 Nero žhnul „každý den silnější láskou k Poppaei“, která však „nemohla doufat v manželství s ním a v jeho rozvod s Octavií, dokud žila Agrippina.“ Poppaea tedy Nerona výsměšnými řečmi nutila k tomu, aby se osamostatnil od své matky, a spolu s celým dvorem na něj vyvíjela nátlak. Co však nikdo nečekal: Nero zjevně nenašel jiný způsob, jak se osvobodit od své matky, než že ji nechat v březnu 59 zavraždit.
Teprve poté, co byli vlivní poradci Burrus a Seneca v dubnu 62 odsunuti na vedlejší kolej, Poppaea konečně přiměla Nerona, aby se s Octavií rozvedl pod záminkou, že je neplodná. Nero si nyní oficiálně vzal Poppaeu, která Octavii obvinila z toho, že udržovala vztah s otrokem, alexandrijským hráčem na flétnu Eucerem. Tigellinus pomohl jako ochotný mučitel. Manželství s Neronem bylo oficiálně rozvedeno, Octavia později vyhoštěna do Kampánie. Ale negativní reakce římského lidu na toto opatření se zdála být tak silná, že Nero přijal Octavii zpět jako svou manželku.
Poppaea, která si již musela všimnout svého těhotenství, Nerona přiměla, aby Octavii obvinil z dalšího cizoložství. Octavia byla vyhoštěna na pontinský ostrov Pandateria a tam 7. července 62 zavražděna. „Její hlava byla odříznuta a odvezena do města a Poppaea se na ni podívala.“
Dvanáct dní po rozvodu s Octavií se Nero oženil s Poppaeou.
Pravděpodobně 21. ledna 63 se v Antiu, Neronově rodišti, narodila dcera, které Nero dal titul Augusta poté, co již stejný titul propůjčil Poppaei. Na oslavu byly pronášeny modlitby díků, chrám plodnosti vychválen, byla uskutečněna bojová hra a další slavnosti. Dcera však zemřela ve čtvrtém měsíci života.
Starověké záznamy se shodují, že Poppaea zemřela následkem kopance od Nerona v době konání soutěží zvaných Neronie v létě 65. Nero těhotnou ženu kopl pravděpodobně během hádky poté, co mu Poppaea něco vyčítala; podle některých pověstí však šlo o otravu.
V rozporu s tradicí nebyla Poppaeina mrtvola zpopelněna, ale nabalzamována a uložena v Augustově mauzoleu. Nero během obřadu přednesl pohřební řeč, pochválil krásu zesnulé a připomněl, že byla „matkou božského dítěte“.
Nero se po ztrátě Poppaey pokusil najít náhradu. Nejprve přijal ženu, která jí byla podobná, a později mladého propuštěnce jménem Sporus, kterého nechal vykastrovat a měl ho místo své zesnulé manželky. Podle Cassia Dia nazýval Spora „Sabinou“. Sporus nosil ornát císařoven  a dokonce došlo k formálnímu uzavření manželství, které zařídil Tigellinus, praetoriánský prefekt Nerona.
Po Neronově smrti v červnu 68 spadla i vzpomínka na Poppaeu pod damnatio memoriae. Ale na začátku roku 69 Otho, který byl čerstvě prohlášen za císaře, „aniž by zapomněl na své milostné aféry, nechal sochy Poppaey znovu postavit usnesením senátu.“

## Osobnost

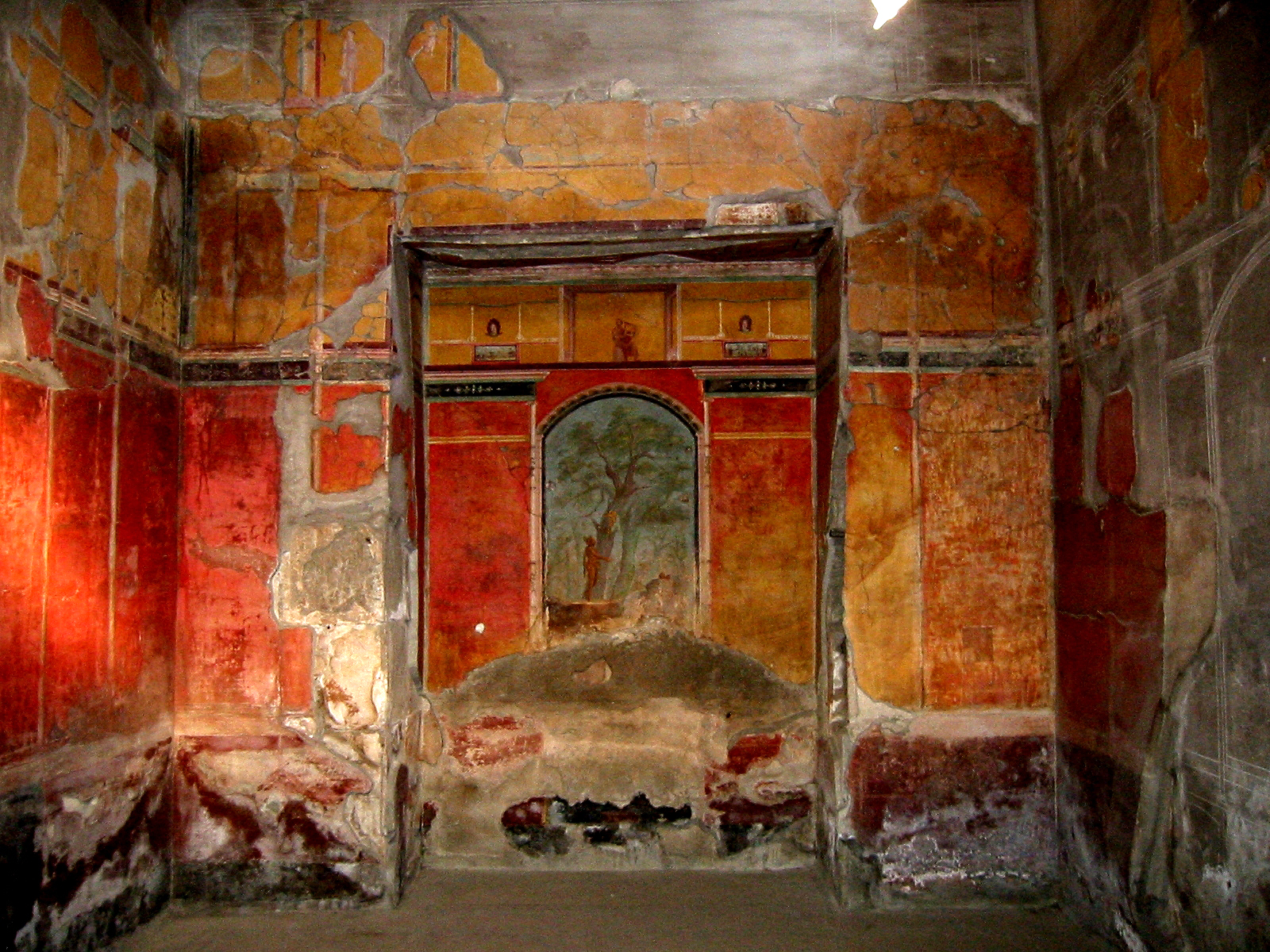
Caldarium vily v Oplontu u Pompejí, která patřila Poppaeině rodině

Poppaea byla – stejně jako její matka – jednou z nejkrásnějších žen své doby. Podle Plinia měla rudozlaté vlasy a její kůže byla bílá, což se snažila podporovat koupáním v oslím mléce.
Kvůli damnatio memoriae, které bylo vyhlášeno po Neronově smrti, přežilo jen několik soch nebo portrétů Poppaey. Její obraz je znám hlavně z ražby na mincích.

### Vzdělání a jazyk
Poppaea měla na tehdejší dobu zjevně velmi dobré vzdělání. V dobovém epigramu se dokonce chválí její moudrost („sophia“). Že to není jen obvyklé lichocení císařovně, ukazuje úsudek Tacita, který jinak líčí Poppaeu nelichotivě, ale připisuje jí milou řeč a nikoli nevzdělanou mysl.
Poppea měla pověst smyslné a vypočítavé ženy. Chodila s napůl zahaleným obličejem, „aby oko nedošlo plného uspokojení“, snad však jen proto, aby si zachovala ušlechtilou bledost, kterou byla proslulá. Nebrala ohled na svou pověst a využívala svou krásu ke své vlastní výhodě. Do své krásy hodně investovala a vyjádřila přání „zemřít dříve, než odkvete“.
Někdy Neronovi lichotila a chválila jeho krásu, jindy mu vyčítala a říkala mu, že je „nedospělý“ a „nesvobodný“. Jejího hněvu a krutosti se všichni obávali. Její smrt „potěšila všechny, kdo vzpomínali na její hanebnost a krutost“.